# لوتشیتسه (ناحیه هاولیتشکوف برود)
لوتشیتسه (به چکی: Lučice) یک منطقهٔ مسکونی در جمهوری چک است که در ناحیه هاولیتشکوف برود واقع شده‌است. لوتشیتسه ۸٫۵ کیلومتر مربع مساحت و ۶۰۰ نفر جمعیت دارد و ۴۵۴ متر بالاتر از سطح دریا واقع شده‌است.